# Matrona (Roma Antiga)

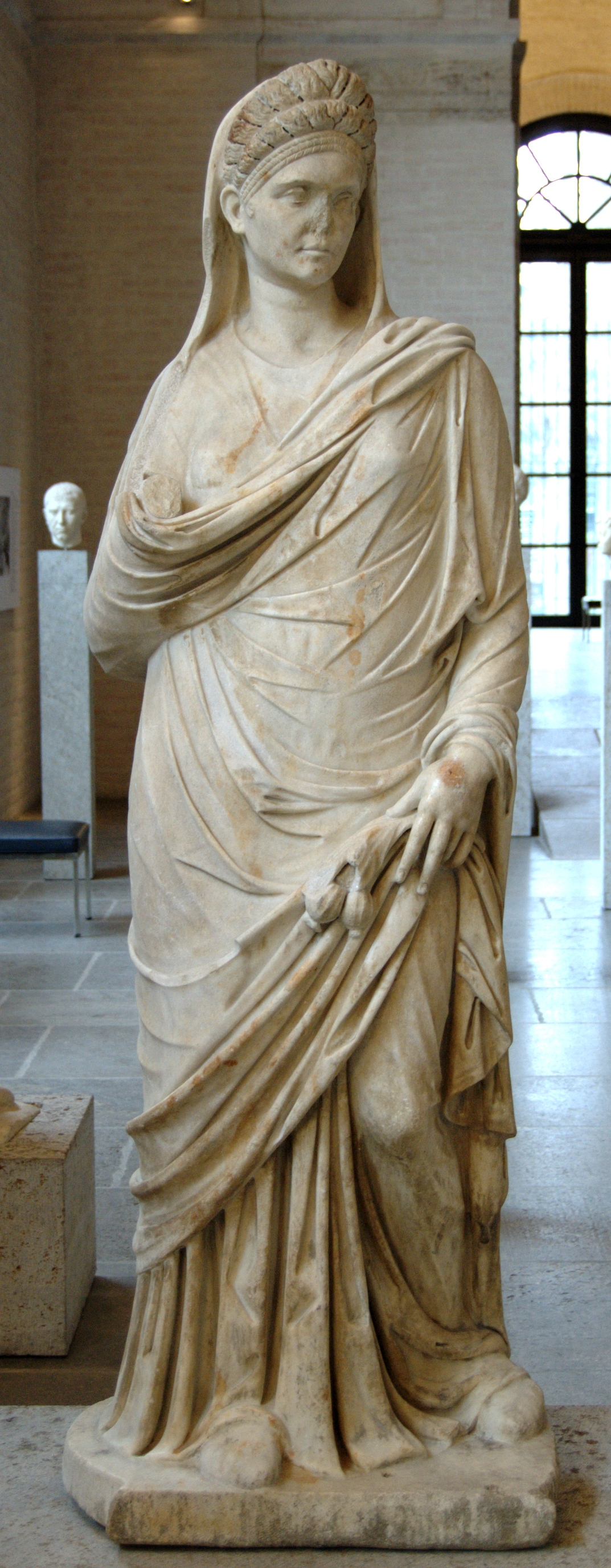
Estátua de uma matrona (cerca de 100-110 d.C.), Gliptoteca de Munique.

A matrona foi na Roma antiga, uma mulher que possuía a cidadania romana e tinha contraído um casamento sine manu, com um homem romano livre, que também fosse um cidadão romano. Como o casamento romano cum manu desapareceu no final da república, a distinção entre uma matrona e uma mater familias também desapareceu.
Durante o período da república romana, a sua principal tarefa era a de cuidar da domus no contexto da família romana, estando sob a proteção do pater familias. Embora acredite-se que geralmente não exercia atividade política, atualmente é sabido que algumas matronas usavam sua riqueza, ou o status de sua família na antiga Roma para exercer influência na politica, como é o caso de Fúlvia, que utilizou sua imensa fortuna para patrocinar agitadores políticos. Parece também que as matronas estiveram, pelo menos em certas ocasiões, coligadas e organizadas, como mostrado pela solicitação que as matronas fizeram para a abolição da Lex Oppia e a sua oposição às medidas tomadas pelo segundo triunvirato.
Essas mulheres da elite romana podiam ter a mesma função de um patrono, emprestando dinheiro ao estado, e pelo menos desde 395 a.C. tinham a permissão de visitar suas amigas e viajar para cerimónias religiosas ou para assistir a jogos, por exemplo, em uma espécie de carruagem chamada pilentum ou carpentum.
A matrona era a mãe (mater familias), digna e respeitável, que é responsável pela manutenção da casa e da educação moral das crianças; livre do trabalho doméstico e agrícola, exceto da fiação da lã, que era vista como um indicador de status social na Grécia e na Roma antiga, muito admirada pelas mulheres. Essa isenção era uma tradição que os romanos acreditavam se originar a partir do histórico episódio do Rapto das sabinas. Como mãe de uma família tinha um certo poder no interior da sua casa, dirigindo os servos e os escravos, ela era chamada de "domina".
As matronas romanas tinham seu próprio festival que era celebrado em Roma, durante as calendas de março, esse festival era chamado a Matronalia. Entre as mulheres, mais admiradas da história romana, há as matronas como Veturia (a mãe de Caio Márcio Coriolano) e Cornélia (a mãe dos Gracos, Tibério Graco e Caio Graco). Durante o Império Romano, o termo é frequentemente usado em um sentido mais amplo, a título honorário, em especial para as mulheres de linhagem mais ilustre, como Antónia, o jovem, Servília Cepião e Clódia.
Uma matrona poderia ser reconhecida por sua Estola e cabelo trançado com vittae, considerado necessário como objetos para serem usados no cabelo.

Na linguagem coloquial, o termo foi ao longo do tempo significando uma mulher que exala uma certa dignidade e poder, mas também, com um significado às vezes pejorativo, como uma mulher idosa ou feia. Durante a Idade Média, a palavra era, por vezes, indicadora de uma mulher madura que ajuda jovens mulheres a dar à luz, com o significado então de parteira.

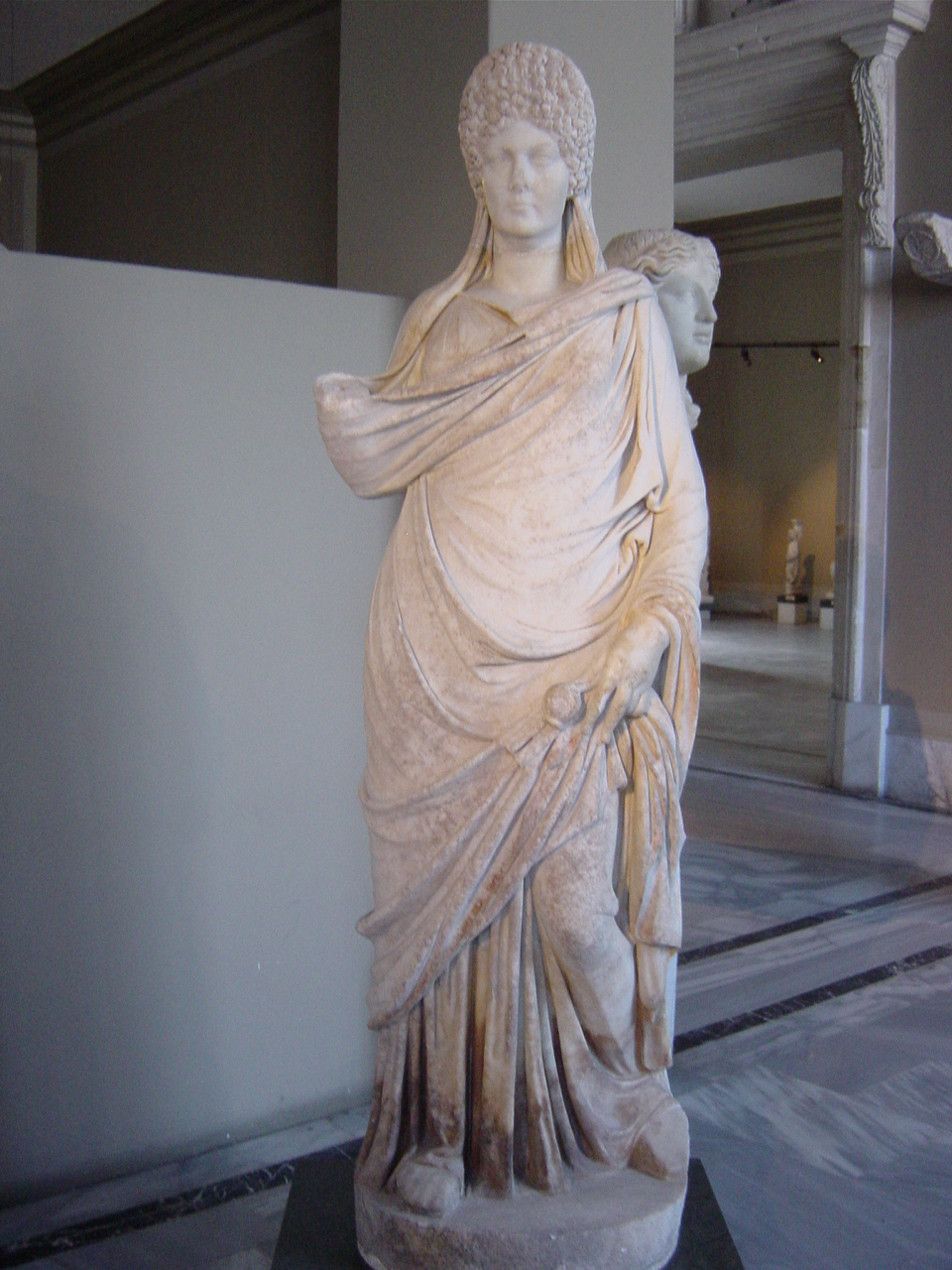
A matrona romana do século II.

## Algumas matronas famosas
- Aurélia Cota, mãe de Caio Júlio César
- Agripina, mulher de Germânico
- Agripina Menor, segunda esposa do imperador Cláudio e mãe de Nero
- Cornelia Cinila, a primeira esposa de Júlio César
- Pompeia, a segunda esposa de Júlio César
- Calpurnia, a terceira esposa de Júlio César
- Ácia maior, a mãe do primeiro imperador romano Augusto
- Vipsania Agripina, primeira esposa de Tibério
- Alfídia, filha de um magistrado, o romano Marco Aufidio Lurcone
- Múcia Tercia, a esposa de Pompeu
- Fúlvia (esposa de Marco António) (a primeira mulher cujo rosto apareceu em moedas romanas)
- Lívia Drusa, esposa de Augusto
- Escribonia, a segunda esposa de Augusto
- Giulia Livilla (filha de Germânico), a irmã de Calígula
- Drusilla, a irmã de Calígula

## Itens relacionados
- Dea Matrona
- Mulheres romanas